# Thomas Carlyle (advokat)
Thomas Carlyle, född 17 juli 1803, död 28 januari 1855, var en skotsk advokat och sekterist.
Carlyle var anhängare av Edward Irving och apostel i Katolsk-apostoliska kyrkan; han verkade med stor framgång i Nordtyskland och var även flitig som religiös skribent.